# Bitter Pill (Siobhan Fahey)
Bitter Pill è il primo singolo solista della cantante irlandese Siobhan Fahey, pubblicato il 28 ottobre 2002.

## Descrizione
Il singolo, prodotto dalla stessa Siobhan Fahey assieme a Steven Gallifent e Wildcat Will, è stato pubblicato in formato CD e 12" dall'etichetta discografica God Made Me Hardcore il 28 ottobre 2002. Ne esiste inoltre un'edizione promo, sempre in formato 12".

## Tracce
CD Single
1. Bitter Pill (Radio Edit) – 3:36
2. Bitter Pill (Droyds Mix) – 6:27 – remix The Droyds
3. Bitter Pill (Bitter Dub) – 6:26

Durata totale: 16:29
12"
1. Bitter Pill (Droyds Mix) – remix The Droyds
2. Bitter Pill (Bitter Dub)
3. Bitter Pill (Radio Edit)

## Crediti

### Musicisti
- Siobhan Fahey - voce

### Personale tecnico
- Siobhan Fahey - produzione discografica
- Steven Gallifent - produzione discografica
- Wildcat Will - produzione discografica
- Alice Coren - grafica